# San Martín (Santiurde de Toranzo)
San Martín es una localidad del municipio de Santiurde de Toranzo (Cantabria, España). En el año 2021 contaba con una población de 175 habitantes (INE). La localidad se encuentra a 120 metros de altitud sobre el nivel del mar, y a 2 kilómetros de la capital municipal, Santiurde de Toranzo.
Conocida mayormente por su área recreativa, un parque natural repleto de robles comunes o cagigas (Quercus robur). Entre los lugareños este lugar se denomina como "el cagigal". Además, hay dos boleras de bolo palma, un parking para los coches de los visitantes y un campo de futbol.
Pegado a la bolera antigua encontramos la ermita del Carmen, cuya patrona la Virgen del Carmen se celebra los días 16 de Julio. Grandes congregaciones de gente se acercan a la ermita en peregrinaje para asistir a su famosa misa de 7.
Debido a estas fiestas también se celebran las conocidas como las "novenas". Novena a la Virgen del Carmen es pasar nueve días en estado de novena acudiendo a misa.
El pueblo de San Martin de Toranzo es bañado por el río Pas el cual es acompañado durante todo su cauce por la vía verde del valle. Esta vía discurre por el mismo recorrido que un tiempo atrás transitó el ferrocarril Astillero-Ontaneda
Debido a este recorrido encontramos unos de los emblemas del pueblo, el conocido como puente de hierro, puentón o pontón. Un puente con un cuerpo formado por hierros y un suelo hecho de tablas. Este puente atrae a curiosos debido a su diseño y el interés por tener fotos cerca de este.
Otro lugar de interés turístico puede ser considerado las peñas de San Martin, un cerro peñascoso situado sobre el pueblo.
Actualmente el pueblo cuenta con una tienda de dulces artesanales que sirve a la como bar del pueblo.
Como personas destacables del pueblo podemos encontrar a Julio Álvarez Pérez, un ganadero y agricultor local el cual fue un alcalde que gobernó durante más de 35 años. Querido en el pueblo por su gran labor, su desempeño y conciencia ecológica, habiendo sembrado innumerables árboles en los aledaños del pueblo y preservando siempre los bienes naturales de este.

## Premios a la localidad
La localidad de San Martín fue galardonada con el Premio Pueblo de Cantabria en 2024.

| Predecesor: Barcenillas | Premio Pueblo de Cantabria 2024 | Sucesor: Bárcena Mayor |